# Harald Kråkenes
Harald Kråkenes, né le 8 juillet 1926 et mort le 14 novembre 2004, est un rameur d'aviron norvégien.

## Palmarès

### Jeux olympiques
- Londres 1948
  -  Médaille de bronze en huite de pointe avec barreur[1]

### Championnats d'Europe
- Championnats d'Europe d'aviron 1949
  -  Médaille de bronze en quatre sans barreur.